# Харем (филм)
„Харем“ (на италиански: L'harem) е италиански драматичен филм от 1967 година на режисьора Марко Ферери. Главните роли се изпълняват от Карол Бейкър, Гастон Москин и Ренато Салватори.

## Сюжет
Класическият източен харем обединява няколко обезверени жени и един господар – мъж. Промяна: Маргьорит е разкошна блондинка и много мъже образуващи нейния харем. Маргьорит не иска да прави избор между четиримата мъже и да се омъжи за един от тях, за да не загуби останалите. Сред тях има срамежлив, спокоен и дори представител на сексуално малцинство! Защо не семейство ?!

## В ролите
| Изпълнител       | Роля      |
| ---------------- | --------- |
| Карол Бейкър     | Маргьорит |
| Гастон Москин    | Джани     |
| Ренато Салватори | Гаетано   |
| Мишел Льо Ройе   | Майк      |
| Уилям Бергер     | Марио     |
| Уго Тоняци       | себе си   |